# Oreomystis
Oreomystis là một chi chim trong họ Fringillidae.